# Luciano Gómez
Luciano Gómez (Corrientes, Argentina, 22 de marzo de 1996) es un futbolista argentino. Se desempeña como mediocampista o lateral por la derecha en el Independiente Rivadavia de la Primera División Argentina, a préstamo desde Argentinos Juniors.

## Trayectoria
Comenzó jugando en Corrientes, su provincia natal. Allí se unió a una escuela del Club Atlético Banfield, hasta que fue llamado para seguir su carrera en las divisiones inferiores de Banfield en Buenos Aires.
Gómez hizo su debut como profesional el 12 de febrero de 2016 en una derrota 2 a 1 contra Arsenal de Sarandí. Se desempeña como volante central o por la derecha, aunque también puede jugar de lateral derecho.
En diciembre de 2022 se incorpora a Independiente, proveniente de Argentinos Juniors a préstamo por un año y opción de compra por el 50% de 500 mil dólares.
A raíz de un Independiente en crisis, por estar en zona de descenso, renueva el plantel y Luciano Gómez rescinde contrato para incorporarse a principios del 2023 a Gimnasia y Esgrima La Plata a préstamo por 18 meses.

## Estadísticas
- Actualizado hasta al 12 de septiembre de 2023.

| Banfield Argentina | 1.ª                 | 2016                | 5   | 0 | 0  | 0 | - | - | 5   | 0 |
| Banfield Argentina | 1.ª                 | 2016-17             | 10  | 0 | 1  | 0 | 0 | 0 | 11  | 0 |
| Banfield Argentina | 1.ª                 | 2017-18             | 9   | 0 | 1  | 0 | 2 | 0 | 12  | 0 |
| Banfield Argentina | 1.ª                 | 2018-19             | 23  | 1 | 3  | 0 | 0 | 0 | 26  | 1 |
| Banfield Argentina | 1.ª                 | 2019-20             | 20  | 1 | 7  | 0 | - | - | 27  | 1 |
| Banfield Argentina | 1.ª                 | 2020-21             | 8   | 0 | -  | - | - | - | 8   | 0 |
| Banfield Argentina | Total club          | Total club          | 75  | 2 | 12 | 0 | 2 | 0 | 89  | 2 |
| Argentinos Juniors Argentina | 1.ª                 | 2021                | 12  | 0 | 2  | 0 | 0 | 0 | 15  | 0 |
| Argentinos Juniors Argentina | 1.ª                 | 2022                | 9   | 0 | 8  | 1 | - | - | 17  | 1 |
| Argentinos Juniors Argentina | Total club          | Total club          | 22  | 0 | 10 | 1 | 0 | 0 | 32  | 1 |
| Independiente Argentina | 1.ª                 | 2022                | 12  | 0 | -  | - | - | - | 12  | 0 |
| Independiente Argentina | Total club          | Total club          | 12  | 0 | -  | - | - | - | 12  | 0 |
| Gimnasia y Esgrima LP Argentina | 1.ª                 | 2023                | -   | - | 0  | 0 | - | - | 0   | 0 |
| Gimnasia y Esgrima LP Argentina | Total club          | Total club          | -   | - | 0  | 0 | - | - | 0   | 0 |
| Total en su carrera | Total en su carrera | Total en su carrera | 110 | 2 | 33 | 1 | 2 | 0 | 136 | 3 |
| (1) Las copas nacionales se refiere a la Copa Argentina, a la Copa de la Superliga y a la Copa de la Liga Profesional . (2) Las copas internacionales se refiere a la Copa Sudamericana y a la Copa Libertadores. |                     |                     |     |   |    |   |   |   |     |   |